# Haras de Derkul
Le haras de Derkul, ou haras de Derkoul (№63) est le plus ancien des haras d'Ukraine. Il est fondé en 1765 près du village de Danylovo (devenu depuis le village de Danylivka (uk), raïon de Starobilsk, oblast de Louhansk). À l'origine spécialisé dans le cheval de trait, son rôle est important dans la création de la race du Selle ukrainien à partir des années 1930. Il s'y élève des chevaux devenus champions de courses hippiques au niveau international.
Le haras de Derkul est aussi un élément du patrimoine culturel de l'oblast de Louhansk, et plus largement de l'Ukraine.

## Histoire
Le haras de Derkul a été créé sur ordre de l'impératrice de Russie Catherine II, le 22 avril 1765. Le hameau de Danylivka (uk), près de la rivière Derkoul, a été choisi pour y construire ce haras. En 1767, le haras est ouvert et les 73 premiers chevaux arrivent.
Du fait qu'il s'agit du plus ancien haras d'Ukraine, pendant longtemps, les habitants alentour l'ont simplement nommé « haras ancien ».
Tant pendant la Première Guerre mondiale que lors de l'occupation fasciste, ce haras subit de lourdes pertes, soit quasiment tous ses chevaux. Le haras est nationalisé en 1943. En 2013, il passe sous la direction de l'entreprise d'État Ukrainian Stud Farm. Il traverse une période difficile durant les années 2010, en raison de l'absence d'investissements de l'État ukrainien en faveur de l'élevage des chevaux.
En 2022, toujours considéré comme une entreprise d'état sous la direction de Gladkov Sergueï Viatcheslavovitch, il est enregistré comme entreprise en faillite. L'invasion de l'Ukraine par la Russie en 2022 entraîne une menace sur la survie des chevaux du haras.

## Architecture
Au total, le haras de Derkul abrite quatre objets relevant du patrimoine culturel de l'Ukraine. Le haras lui-même est classé sous le numéro 44-206-9001. Les trois autres objets protégés sont : 
- Les écuries principales (fin XVIIIe - fin XIXe siècle) : n°44-206-0002[9],
- Le manège « japonais » (1897) : n°44-206-0003[10],
- Le bâtiment administratif (1828) : n°44-206-0004[11].

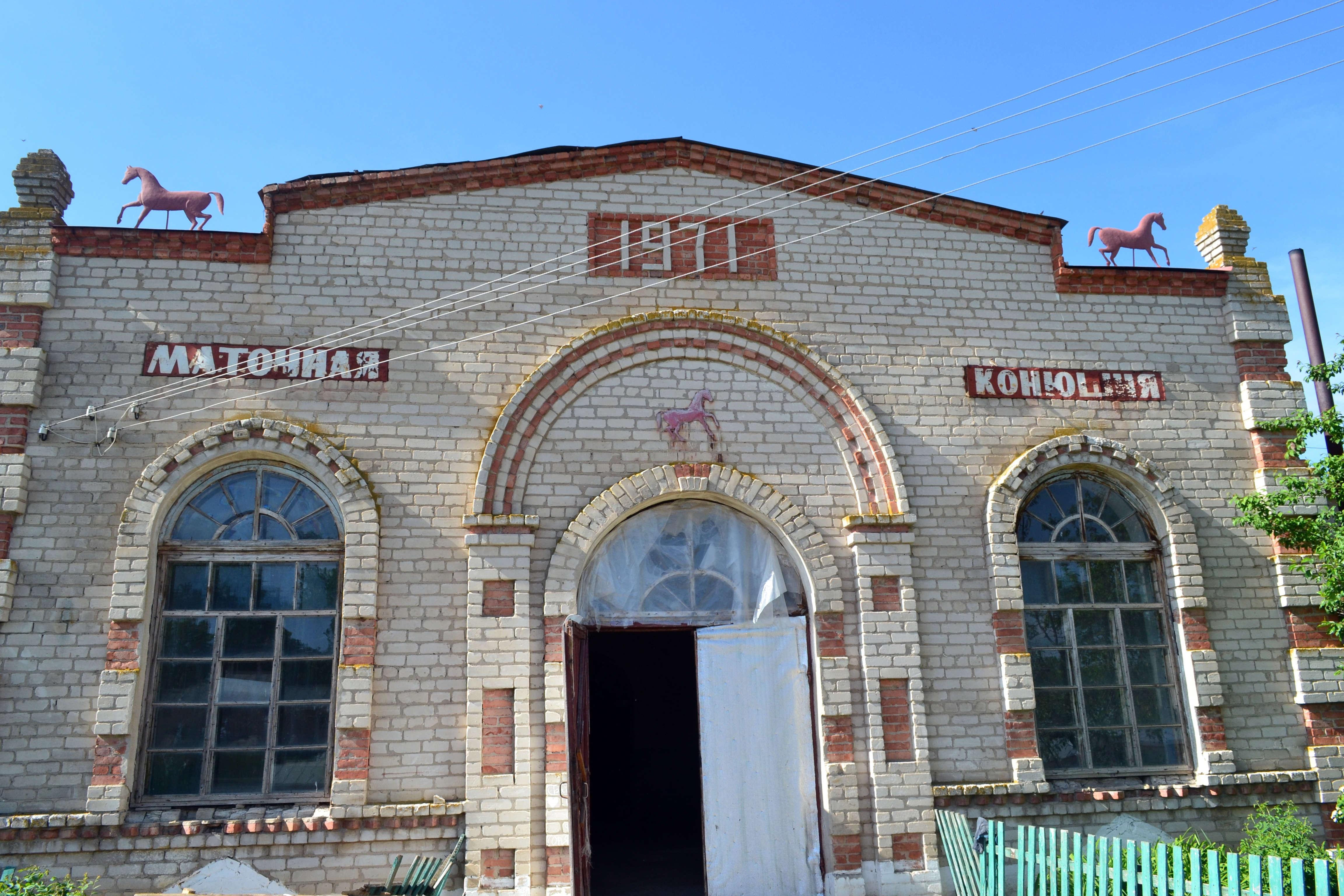
Façade extérieure du haras de Derkul (№63)
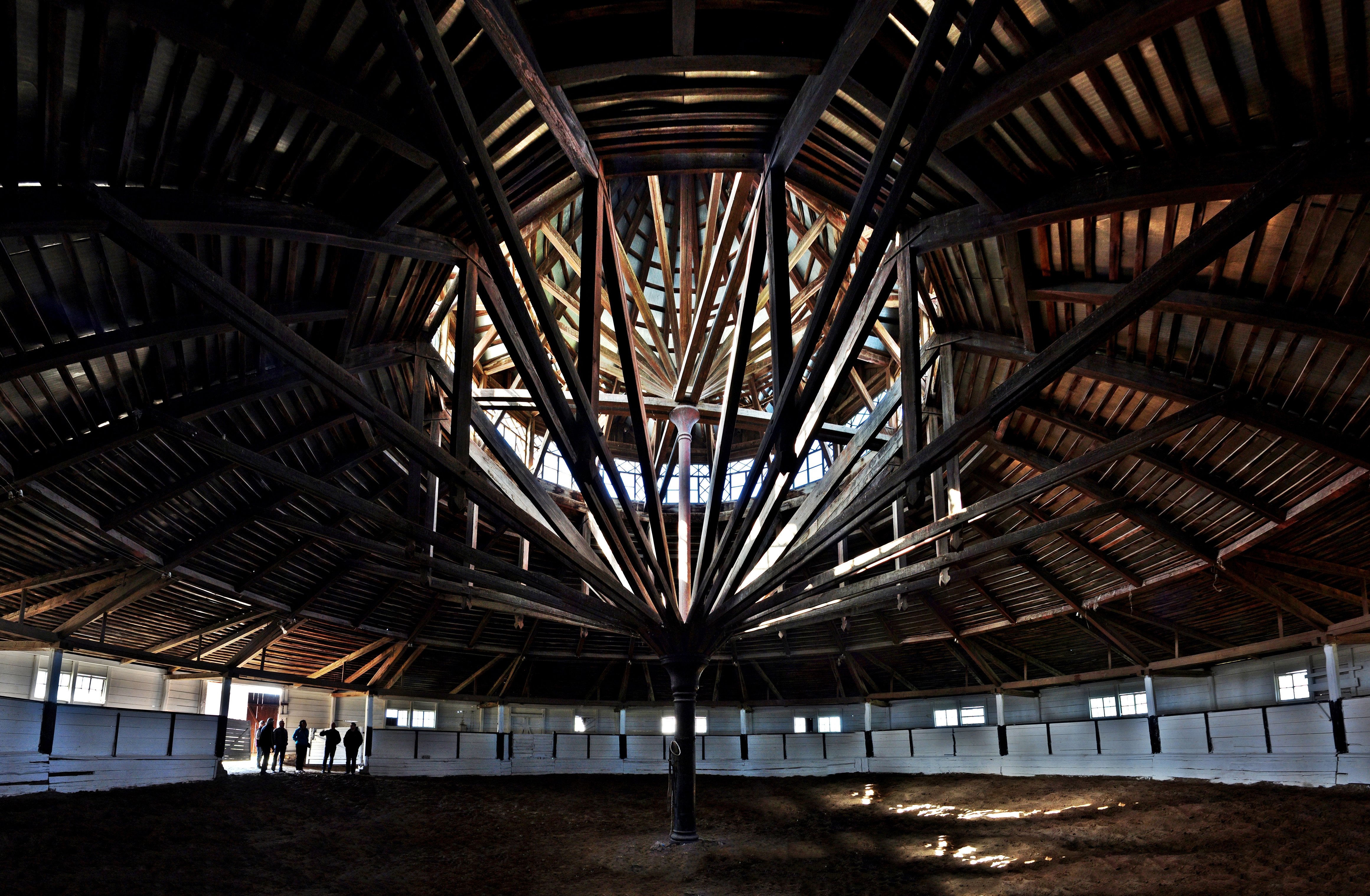
Маnège « japonais », intérieur
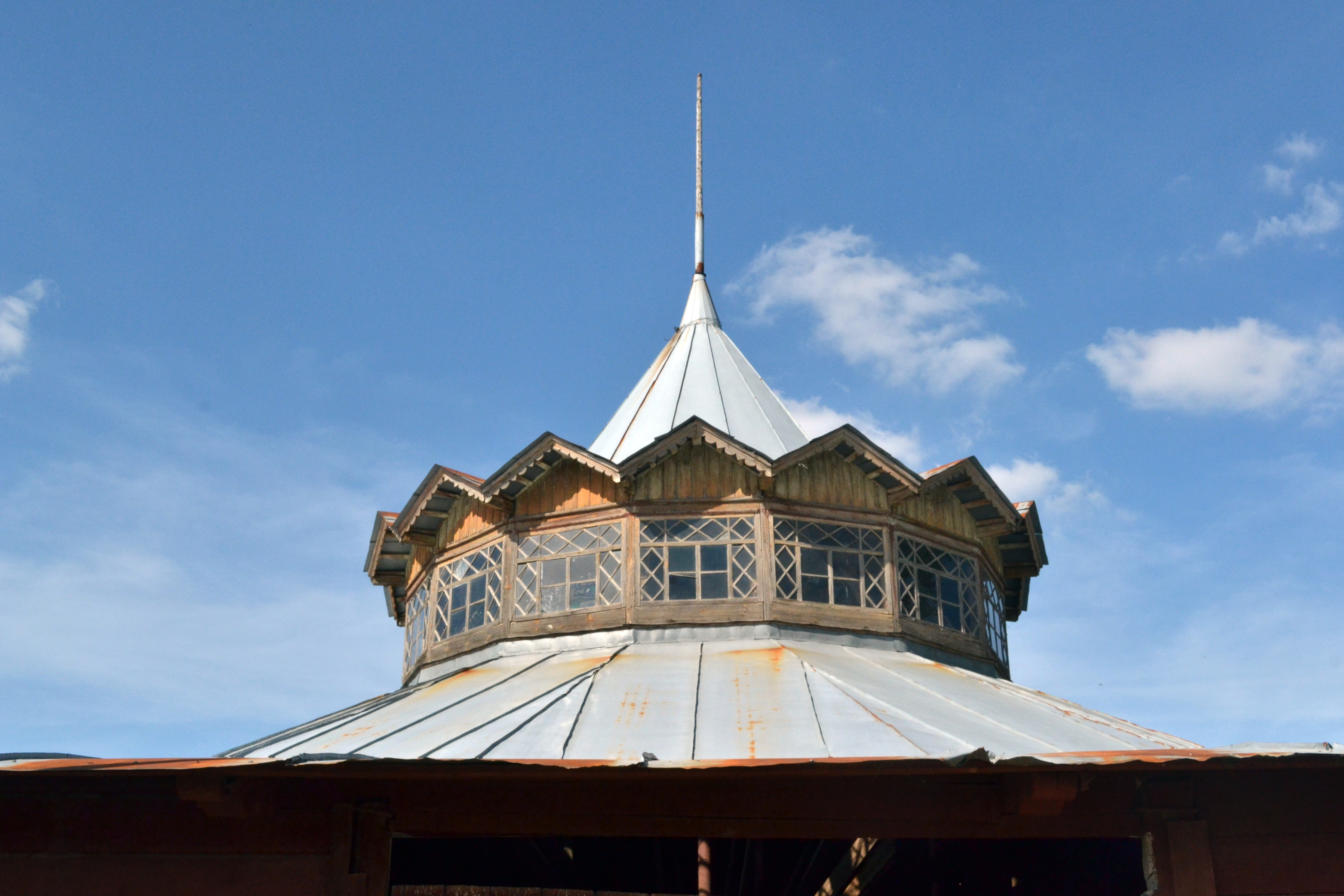
Маnège « japonais », extérieur
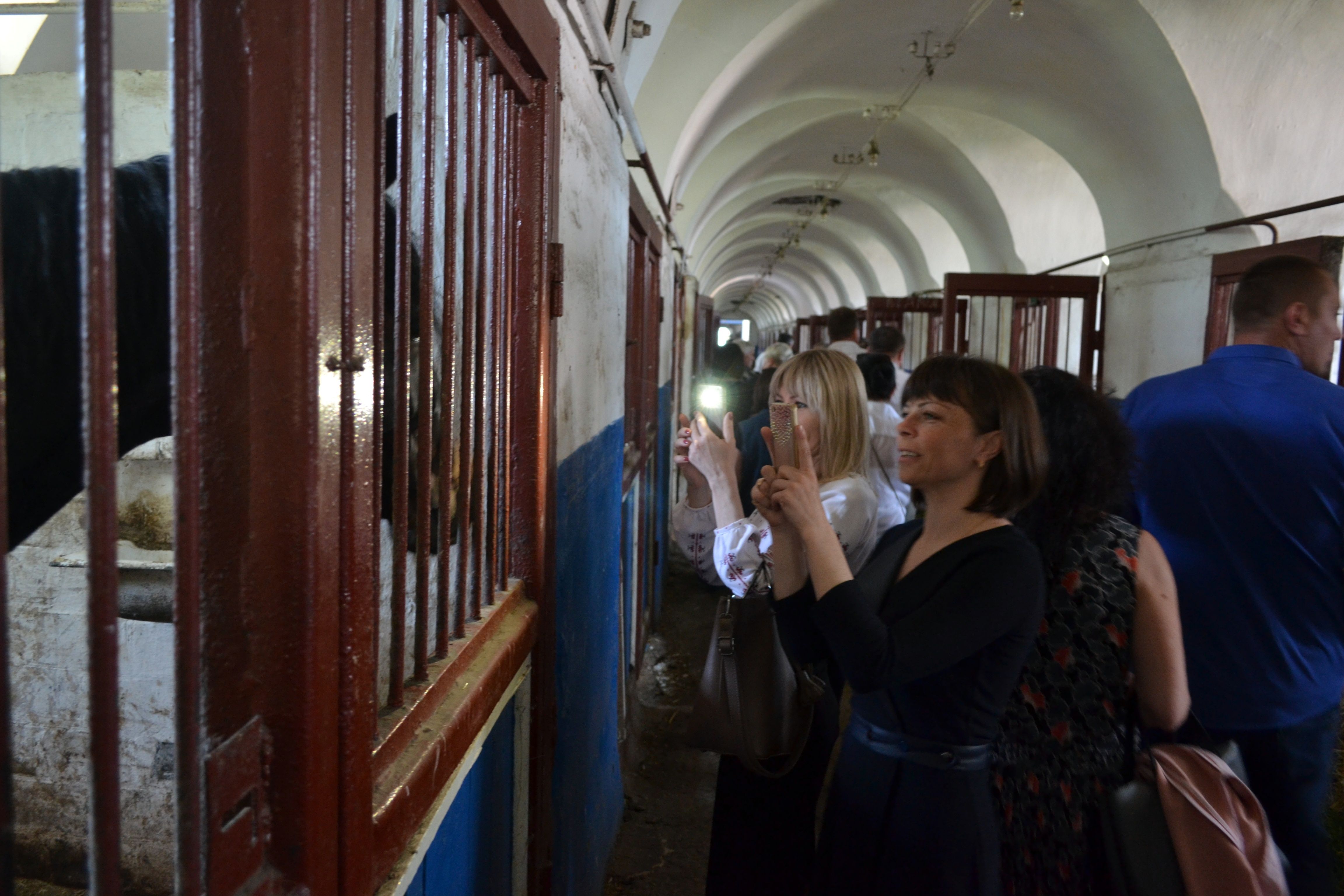
Visiteurs près de boxes

Avec son architecture, ce haras est considéré comme l'un des lieux les plus intéressants à visiter dans l'oblast de Louhansk.

## Chevaux élevés

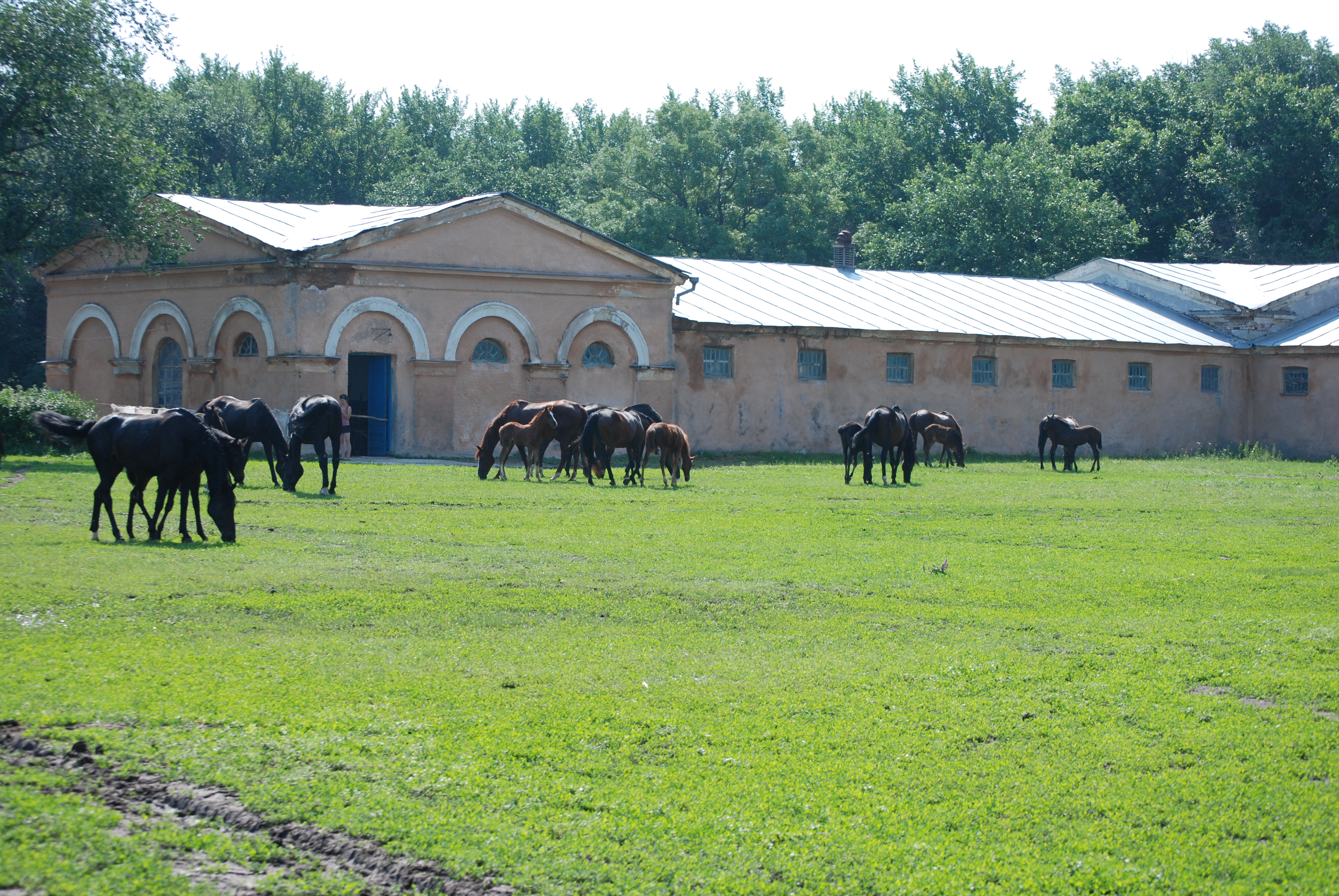
Chevaux du haras de Derkul en 2011.

Selon J. Wilson dans son traité d′Agriculture et Économie Rurale en Russie, en 1878, le haras de Derkul élève des chevaux carrossiers et de trait de race Suffolk Punch, Ardennais et Percheron. Ces chevaux ont été achetés principalement en Belgique et en Allemagne.
D'après le traité d'hippologie de J. Jacoulet, qui est publié en 1895, ce haras est spécialisé dans le croisement entre le cheval des steppes et le Pur-sang anglais. En effet, à la fin du siècle, il reçoit des chevaux Pur-sang. Cette époque correspond à l'âge d'or du haras de Derkul, qui héberge alors environ 1 000 chevaux.
En 1906, le cheval Hammurabi, élevé dans ce haras, remporte la première place du Derby russe. Deux ans plus tard, ce même cheval devient le premier cheval russe à concourir au Royaume-Uni. Au total, le haras a remporté 48 victoires dans des courses hippiques, y compris des courses internationales. Parmi les chevaux les plus célèbres qui y sont élevés figurent Zadornii, Derzkii, Hist et Dekabrist.
Le haras de Derkul joue un rôle important dans le développement de la race du Selle ukrainien. En 1933, le maréchal Semion Boudienny y a envoyé les chevaux survivants de la race Orlov-Rostopchin, qui sont à l'origine de la création de la race du Selle ukrainien. Durant les années 1930, ce haras a aussi reçu des Trotteurs Orlov.
En 2007, le haras compte 250 chevaux, essentiellement des Pur-sangs et Selle ukrainiens.